# Roman Catholic Women Priests
Roman Catholic Women Priests (RCWP) ist eine unabhängige internationale Organisation, in der sich die kirchenrechtswidrig (contra legem) geweihten römisch-katholischen Priesterinnen weltweit zusammengeschlossen haben. Ihre Schwerpunkte liegen aktuell in den USA und in Deutschland.

## Entstehung
Das Zweite Vatikanische Konzil, währenddessen Frauen erstmalig ihre Zulassung zum Priesteramt forderten, gab zu Hoffnungen Anlass, dass sich der Weg zur Frauenordination in der römisch-katholischen Kirche öffnen könnte. Mit dem Apostolischen Schreiben Ordinatio sacerdotalis vom 22. Mai 1994 von Papst Johannes Paul II. wurden diese Hoffnungen zunichtegemacht. Daraufhin schlossen sich Frauen zusammen, um in einem Akt des offenen Ungehorsams eine Frauenordination durchzuführen. Am 29. Juni 2002 wurden sieben Frauen – die sogenannten Donau Sieben – auf dem Schiff Passau zwischen Passau und Linz von zwei Bischöfen zu römisch-katholischen Priesterinnen geweiht und anschließend vom Vatikan exkommuniziert.
RCWP wurde auf Initiative einiger Frauen der Donau Sieben gegründet, insbesondere von den Priesterinnen und späteren Bischöfinnen Christine Mayr-Lumetzberger, Gisela Foster und Ida Raming sowie der später geweihten Priesterin und Bischöfin Patricia Fresen. RCWP beabsichtigt, die Entwicklung des römisch-katholischen Frauenpriestertums weltweit zu unterstützen. Dazu wurden einige Priesterinnen zu Bischöfinnen geweiht. Damit soll die Frauenordination mit korrekter römisch-katholischer Sukzession möglich sein, ohne dass männliche Bischöfe in Gefahr geraten und vom Vatikan bestraft werden könnten. Eine Eskalation des Konflikts mit dem Vatikan war nicht beabsichtigt, insbesondere kein Schisma. Vielmehr soll die Mitwirkung von Frauen im Leitungsamt "heilsam" für die römisch-katholische Kirche sein.

## Aufgabe
Nach dem Selbstverständnis von RCWP bereiten seine Mitglieder
```
   ... Frauen und Männer aus allen Lebenslagen spirituell vor, ordinieren und unterstützen sie, wenn sie theologisch qualifiziert sind, sich einer inklusiven Kirche verpflichtet fühlen und vom Heiligen Geist berufen sind, um in ihren Gemeinden der Katholische Kirche zu dienen.
```

RCWP wendet sich – nach eigenem Verständnis – gegen Mythen und Missverständnisse über die Rolle der Frau in der katholischen Kirche und gegen ihren daraus abgeleiteten Ausschluss von der Ordination. Es verweist auf den Fall von Ludmila Javorová, die 1970 durch den römisch-katholischen Bischof Felix Davidek und weitere Bischöfe der tschechischen Untergrundkirche während des Kalten Krieges in der Untergrundkirche arbeitete und sagte, sie sei heimlich zur Priesterin geweiht worden als Vorbild für die Frauenordination in der Neuzeit.
Zur Frage nach Legitimität und Gültigkeit der Ordinationen erklärt RCWP:
```
   Die Gruppe "RC Womenpriests" erhält ihre Autorität von römisch-katholischen Bischöfen, die in voller apostolischer Sukzession stehen. Diese Bischöfe erteilten den oben aufgeführten Frauen sakramental gültige Weihen. Alle Dokumente zu diesen Ordinationen wurden beglaubigt und notariell beglaubigt. Alle Protokolle der Ordination mit Daten zu Personen, Apostolischer Sukzession und Ritualen sowie Filmen und Fotos werden bei einem Notar hinterlegt.
```

## Position des Vatikans
Das kanonische Recht der römisch-katholischen Kirche verbietet die Ordination von Frauen. Die Kirche lehrt, dass „nur ein getaufter Mann (vir) die heilige Ordination gültig empfängt“ (canon 1024 CIC). Daher hat die Ordination einer Frau zum Priestertum, selbst wenn sie von einem römisch-katholischen Bischof vorgenommen wird, nach Ansicht des Vatikans keine sakramentale Wirkung.
Diese Auffassung wird nicht nur von den geweihten Frauen bestritten, sondern auch von Theologen.

## Weitere Entwicklung
Inzwischen wurden weitere Frauen contra legem zu römisch-katholischen Priesterinnen geweiht, vornehmlich in Nordamerika und Westeuropa. Aus einer aktuellen Erhebung von RCWP vom 15. August 2021 ergibt sich derzeit eine Zahl von 282 römisch-katholischen Priesterinnen weltweit. Dies schließt 18 Bischöfinnen mit ein, die neben den (männlichen) Bischöfen weitere Frauen zu Priesterinnen geweiht haben. Der Länderschwerpunkt römisch-katholischer Priesterinnen liegt in den USA mit etwa 140 Priesterinnen. In Deutschland gibt es danach derzeit zwei Bischöfinnen, eine Priesterin und eine Diakonin.